# Ama-duga
Ama-duga, evtl. auch Akatiya, war eine mariotische Ehefrau des Šamši-Adad I. und möglicherweise Mutter von Jasmaḫ-Addu und seiner Schwester Kun-šimatum. Sie erscheint in keilschriftlichen Texten aus Mari bis in die Zeit des Zimrī-Līm. Sie residierte im Palast von Mari, wo ihr wichtige Verwaltungsfunktionen oblagen, die sie auch unter der Herrschaft Jasmaḫ-Addus, der zu diesem Zeitpunkt bereits mit Bēltum verheiratet war, behielt. Erst unter der Regierung Zimrī-Līms verlor sie an Bedeutung, wobei nicht geklärt werden konnte, ob sie nicht möglicherweise deshalb weniger prominent erscheint, weil sie in einen anderen Palast zog.
Ihr sumerischer Name Ama-duga ist möglicherweise ein offizieller Name, der ihr im Rahmen ihres Amtes am Königspalast verliehen wurde. Deshalb wird vermutet, dass sie mit der in älteren Texten bezeugten Akatiya identisch ist.